# Formel Ford

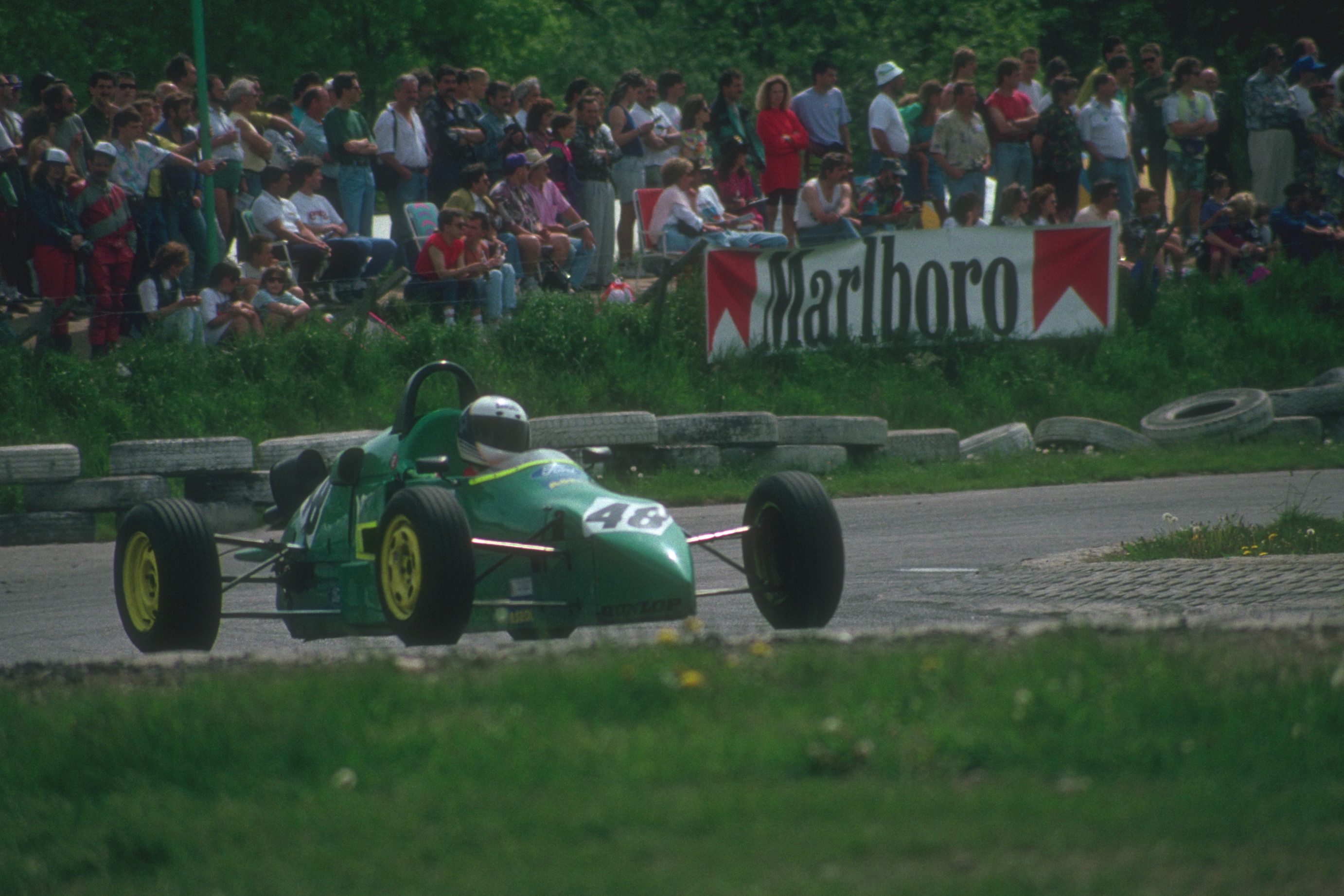
Formel-Ford-Monoposto, 1993

Die Formel Ford ist eine Einsteigerklasse des Formel-Rennsports. Nach ihrem Reglement werden viele nationale und internationale Meisterschaften ausgetragen.

## Gemeinsame Geschichte

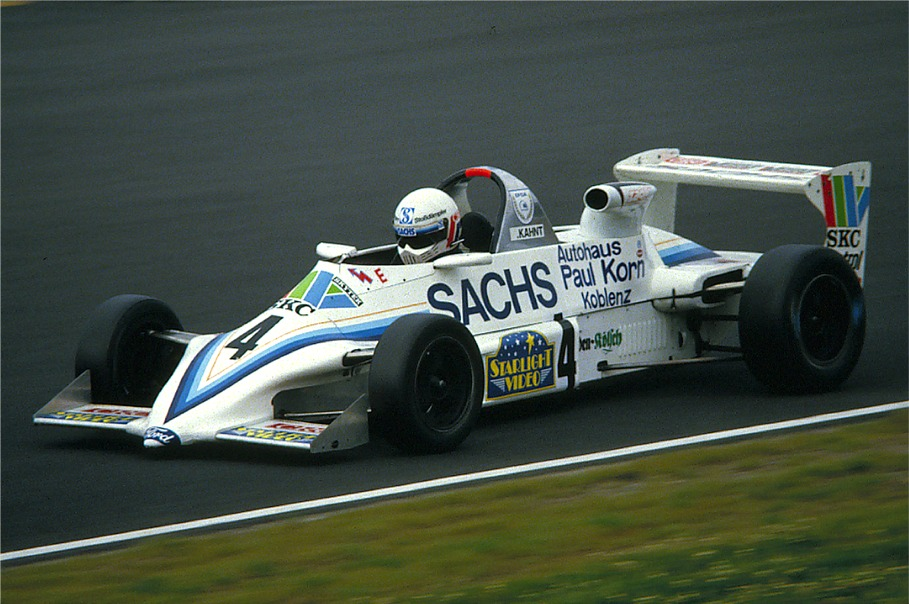
Reynard, Formel Ford 2000, auf dem Nürburgring, 1985

1967 wurde die Formel Ford von dem Automobilhersteller Ford als Markenpokal zur Nachwuchsförderung ins Leben gerufen. Als Erfinder gilt der britische Rennschulenbesitzer Geoff Clarke. Der wesentliche Unterschied zu der bis dahin einzigen Markenformelserie Formel V war die Vorderradaufhängung, die statt der Kurbellenker aus Querlenkern speziell für den Renneinsatz bestand.
Das erste Rennen in Deutschland fand ca. 1971 statt. Zugelassen waren vorerst nur amerikanische Armeeangehörige. Die Rennen wurden im Rahmen des American Express Cup auf Armeeflughäfen ausgetragen. Alle Fahrzeuge waren einheitlich Lotus Mk 61. Offiziellen Meisterschaftsstatus hatte die Formel Ford von 1980 bis 2000.
Ab 1973 war die Serie auch für deutsche Ausweis- und Lizenzfahrer offen. Der erste Formel-Ford-Direktor war Mike Argetsinger, später übernahm der Wiesbadener Volker Carius die Leitung. Ab 1980 wurde eine zusätzliche Meisterschaft für Inhaber einer internationalen Fahrerlizenz parallel und mit Prädikat der ONS, der Vorgängerorganisation des DMSB, durchgeführt.
1983 wurde die nationale Meisterschaft eingestellt und dafür die in England bereits seit Jahren erfolgreiche Formule Ford 2000 eingeführt. Im Jahre 2000 entschloss sich Ford Deutschland, die Unterstützung für den deutschen Ableger dieser Nachwuchs-Rennserie zu Gunsten des Ford Puma Cups einzustellen. Unter der Regie privater Vereinigungen werden noch Rennen und Meisterschaften durchgeführt, da noch immer ein umfangreiches Fahrzeugkontingent vorhanden ist. Seit 2000 wird von Renault mit der Formel Renault eine ähnliche Meisterschaft durchgeführt. In den Jahren 2000 bis 2009 gab es die Classic Formula Ford Competition. Als diese nach 2009 nicht weiter betrieben wurde, entstand im Jahr 2010 die Formula Ford Racing, die den Fahrern in Europa seither eine Möglichkeit bietet, mit ihren klassischen Fahrzeugen weiterhin Motorsport auf hohem Niveau zu betreiben.
Nachdem die Relevanz der Formel Ford Kategorie abgenommen hat, sind auch weniger nationale Meisterschaften ausgetragen worden. Aktuell finden jedoch unter anderem in Australien und Großbritannien Meisterschaften statt.

## Allgemeines
Die Teilnehmer hatten die Wahl zwischen mehreren Chassis-Herstellern, fast ausnahmslos englische Marken, und die Fahrer konnten sich ohne aerodynamische Hilfsmittel wie Front- oder Heckflügel ganz auf das Erlernen von Fahrwerksabstimmungen konzentrieren.
Die Ford-Motoren der Kent-Baureihe (später Zetec) waren zwingend vorgeschrieben und wurden, nach einem strikten Reglement vorbereitet, von mehreren Motorentunern angeboten. Die einheitlichen Reifen und Getriebe waren weitere Eckpfeiler eines kostengünstigen Gesamtpakets.
Dadurch war die Teilnahme, verglichen mit anderen Rennserien, relativ günstig, denn durch das Wegfallen der aerodynamischen Hilfen waren aufwändige Testfahrten überflüssig. Auch bei allfälligen Crashs war das ein Vorteil, denn ohne das Flügelwerk wurden schlimmstenfalls Dreiecks- oder Querlenker der Aufhängungen oder Fahrzeugnasen zerstört.
Die Abstimmungsmöglichkeiten beschränkten sich also darauf, die Getriebeabstufung durch den Austausch der Zahnräder zu verändern, den Reifendruck erhöhen oder verringern, die Stabilisatoren vorn und hinten zu verstellen, die Federn an der Vorder- oder Hinterachse auszutauschen oder auch den Sturz des Fahrwerks zu verändern.
Diese Abstimmungsarbeiten bedürfen nur wenig Zeitaufwand und ein Set-up kann in wenigen Runden (ohne viel Reifenverbrauch) erstellt werden. Gesonderte Abstimmungsfahrten mit erneuter Anfahrt und Streckenmiete waren zu Zeiten der Formel Ford wegen der Kosten unüblich. Professionelle Rennställe hatten meist Abstimmungswerte für die bekannteren Pisten parat, auf temporären Rennstrecken waren Erfahrungswerte bei den relativ simplen Konstruktionen ausreichend.
Die Formel Ford galt lange Jahre als Talentschmiede der Formel 1. Formel-1-Weltmeister wie Emerson Fittipaldi, Nigel Mansell, Ayrton Senna, Michael Schumacher und Mika Häkkinen wurden über diese Kategorie entdeckt.
In der Formel Ford 1600 siegreiche Fahrer, starteten oft in den nächsthöheren Rennserien wie Formel Ford 2000, Formel Opel oder Formel 3. Diese waren damals der Einstieg in die Formel 3000 und Formel 1.

## Hersteller
| - Autodynamics - Crosslé - Elden - Eifelland - Faster - Hawke - LCR Engineering (Louis Christen Racing) - Lola | - Lotus - March - McNamara Racing - Merlyn - Mondiale - Mygale - PRS | - Quest - Ray - Reynard - Royale - Swift - Tatuus - Van Diemen |

## Motoren
Der ursprüngliche Kentmotor stammte aus dem Ford Cortina bzw. Ford Escort 1600GT und kam auf einen Hubraum von 1599 cm³ (Bohrung × Hub 81 × 77,62 mm). Mit einem Weber-32/36-DGV-Vergaser mit Lufttrichter leistete er 1977 bei 6000/min 77 kW (105 PS) und ab 1979 78 kW (107 PS). In den 1990er Jahren leisteten die eingesetzten Motoren 85 kW (115 PS).
Der 1,8-Liter-Zetec-Motor wurde ab 1993 verwendet und ersetzte den schon seit 1966 verwendeten Kent-Motor.
Ab der Saison 2013 wird ein 1,6-Liter-EcoBoost-Motor mit 147 kW (200 PS) verwendet.
Eine eigene Klasse mit aerodynamischen Hilfsmitteln und Slicks war die Formel Ford 2000, deren 2-Liter-Motor etwa 100 kW (135 PS) leistete.

## Meister der Deutschen Formel Ford
- 1973: Tibor Meray (D, Elden 1)
- 1974 (Miller-Brauerei als Sponsor): Bill Dawson (USA, Elden), 15 deutsche Starter
- 1975 Wolfgang Locher (D, van Diemen), Preisgeld 16.200 DM
- 1976 Tibor Meray (D, ??)

Ab 1980 wurde die Meisterschaft für Inhaber einer nationalen deutschen Lizenz fortgesetzt und die ONS-Meisterschaft für Inhaber einer internationalen Lizenz eingeführt. Ab 1983 fiel die nationale Serie weg.
| Jahr    | Fahrer              | Chassis    |
| ------- | ------------------- | ---------- |
| 1980    | Gero Zamagna        | PRS        |
| 1980 *  | Stefan Bellof       | PRS        |
| 1981    | Stefan Bellof       | PRS        |
| 1981 *  | Mario-Alberto Bauér | Royale     |
| 1982    | Volker Weidler      | Van Diemen |
| 1982 *  | Uwe Schäfer         | Van Diemen |
| 1983    | Harald Becker       | Lola       |
| 1984    | Uwe Schäfer         | Van Diemen |
| 1985    | Stefan Neuberger    | Lola       |
| 1986    | Michael Bartels     | Van Diemen |
| 1987    | Ellen Lohr          | Van Diemen |
| 1988    | Meik Wagner         | Van Diemen |
| 1989    | Michael Krumm       | Reynard    |
| 1990    | Ralf Druckenmüller  | Van Diemen |
| 1991    | Christian Fischer   | Van Diemen |
| 1992    | Alexander Wurz      | Van Diemen |
| 1993 ** | Patrick Simon       | Van Diemen |
| 1994 ** | Nick Heidfeld       | Van Diemen |

* Sonderwertung für Inhaber einer nationalen Lizenz
** Sonderwertung für FF1600 innerhalb der FF1800 Meisterschaft

### Formel Ford 1800
| Jahr     | Fahrer             | Chassis    |
| -------- | ------------------ | ---------- |
| 1993     | Klaus Graf         | Van Diemen |
| 1994     | Mario Hilgert      | Eifelland  |
| 1995     | Nick Heidfeld      | Van Diemen |
| 1995 *** | Pierre Kaffer      | Swift      |
| 1996     | Tomáš Enge         | Van Diemen |
| 1997     | Matteo Boscolo     | Van Diemen |
| 1998     | Walter Lechner jr. | Mygale     |
| 1999     | Jörg Hardt         | Mygale     |
| 2000     | Marc Benz          | Van Diemen |

*** Nationale Meisterschaft

### Formel Ford 2000
| Jahr | Fahrer           | Chassis       |
| ---- | ---------------- | ------------- |
| 1983 | Alfonso Toledano | PRS / Reynard |
| 1984 | Manuel Reuter    | Reynard       |
| 1985 | Victor Rosso     | Reynard       |
| 1986 | Dave Coyne       | Swift         |
| 1987 | Ralf Kelleners   | Reynard       |